# Росси, Гаэтано
Гаэтано Росси (итал. Gaetano Rossi; 18 мая 1774, Верона — 25 января 1855, Верона) — итальянский либреттист.

## Биография
Начал свою театральную карьеру в 1797 году и плодотворно работал до конца жизни, создав либретто более чем для сотни опер. Наиболее известные работы Росси — оперы Джоакино Россини «Брачный вексель» (1810), «Танкред» (1813) и «Семирамида» (1823), Джакомо Мейербера «Крестоносец в Египте» (1824), Гаэтано Доницетти «Мария Падилья» (1841) и «Линда ди Шамуни» (1842).
Среди других композиторов, с которыми сотрудничал Росси, были Николо Антонио Дзингарелли, Симон Майр, Джованни Пачини, Саверио Меркаданте, Карло Кочча, Фердинандо Паэр, Франческо Морлакки и др. Некоторое время Росси также был интендантом оперного театра в Вероне.